# Фінке Готліб Андрійович
Го́тліб Андрі́йович Фі́нке (нім. Gottlieb Finke; 1790 , Варшава  — 6 (18) листопада 1851 , Київ, Київська губернія, Російська імперія ) — купець та промисловець німецького походження, київський міський голова в 1841—1844 роках.

## Біографія
Народився приблизно 1790 року у Варшаві. 1822 року причислений до київських купців 2-ї гільдії з іноземців. Лютеранського віросповідання. 
Про самого Готліба Фінке відомо замало. Замолоду був членом масонської «Ложі з'єднання слов'ян».
Мав у Києві стеаринове підприємство, на якому 36 робітників виробляли за рік від 1,8 до 2,5 тис. пудів свічок і від 1,7 до 2,3 тис. пудів олеїнової кислоти.
У 1840 році він відкрив у магазині на Михайлівській вулиці цукерню, в якій разом із тістечками та цукерками подавали каву. Того ж року київська влада впровадила правила, за якими до цукерні впускали лише «гідну» публіку.
У 1841 році після відставки через хворобу міського голови Івана Ходунова стає новим київським міським головою та обіймає цю посаду до 1844 року. Не сприяв розбудові міста, більше уваги приділяв купівлі ділянок у ньому[джерело?]. Ймовірно, брав активну участь у справах міста й після 1844 року. 
Помер 6 (18) листопада 1851 року. Похований, найімовірніше, на лютеранській ділянці Байкового кладовища.

## Власність
Мав магазин на Хрещатику, де продавався різний крам. У власності був будинок на сучасній Володимирській вулиці, 52/17. Згодом купив ділянку на Хрещатику, де до 1849 року зведено фасадний двоповерховий дім (сучасна адреса вул. Хрещатик, 12).

## Родина
- Дружина Франциска Францевна, уроджена Гусс (нім. Franciska Huss; 1801 — після 1858). Після смерті чоловіка станом на 1855 рік була київською купчихою 3-ї гільдії, утримувала кондитерську в Старокиївській частині міста.
- Діти — Емілія (нар. 1825), Андрій (нар. 1828), Людмила (нар. 1830), Ядвіга (нар. 1831), Готліб (нар. 29.12.1835)